# Strohauser Plate

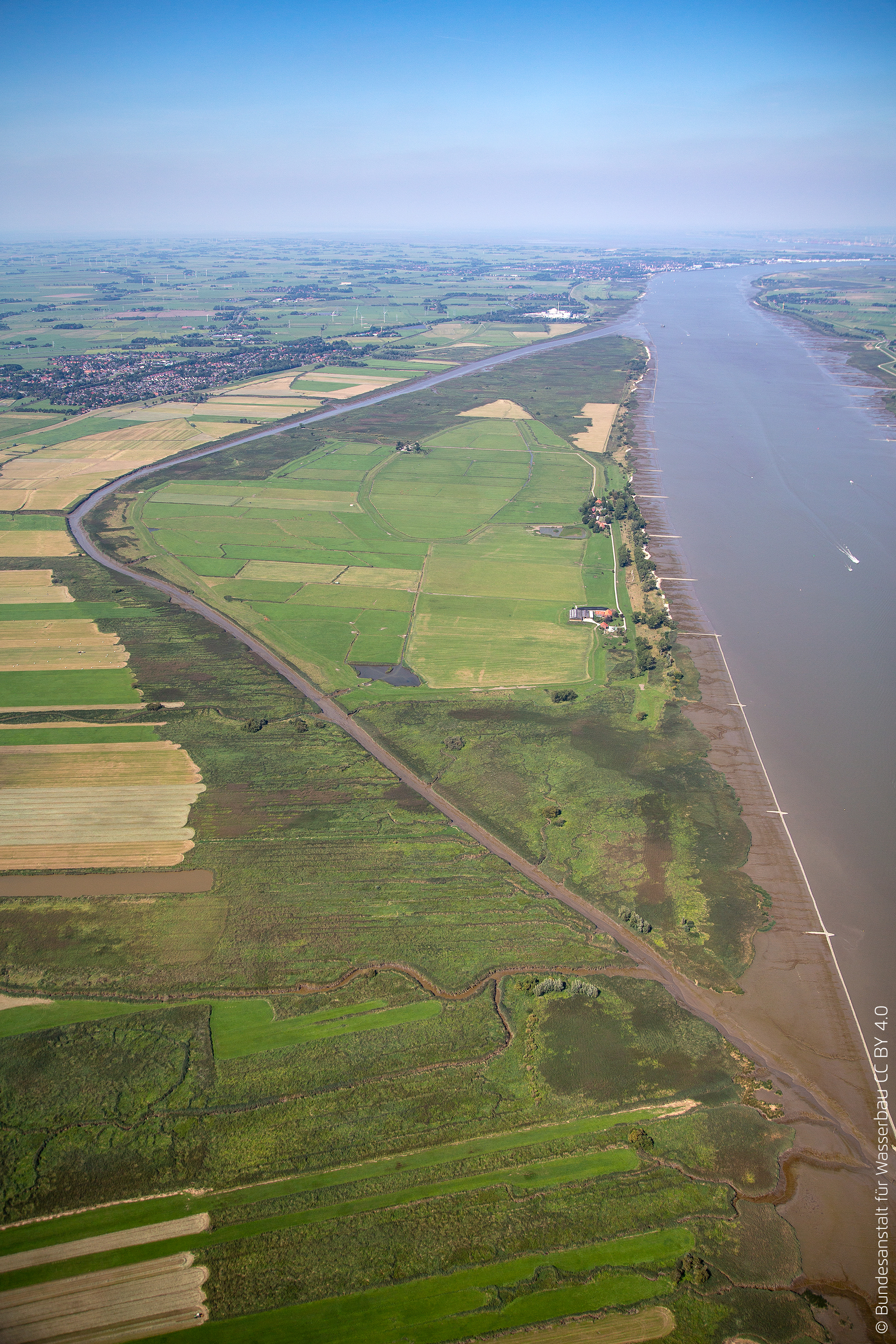
Luftbild der Strohauser Plate, Blickrichtung Norden

Die Strohauser Plate ist eine Flussinsel in der Unterweser in Niedersachsen, sie gehört als Bauerschaft zu Rodenkirchen in der Gemeinde Stadland, Landkreis Wesermarsch.
Östlich wird die Insel durch den Flusslauf der Weser begrenzt. Westlich begrenzt die Insel die Schweiburg, ein Nebenarm der Weser. Die nördliche und die südliche Spitze der Insel liegen am Zusammenlauf der Weser und der Schweiburg; sie ist somit komplett vom Festland getrennt. Die Ausdehnung beträgt etwa 6 km in Nord-Süd-Richtung und etwa 1,3 km in Ost-West-Richtung an der breitesten Stelle. Die Gesamtfläche beträgt in etwa 470 ha. Von den 470 ha sind 197 ha von Sommerdeichen geschütztes Grünland, das extensiv in Form von Mutterkuhhaltung von einem Landwirt genutzt und bei Sturmfluten überflutet wird; das Fassungsvermögen der eingedeichten Grünlandpolder liegt bei etwa 3,3 Mio. Kubikmetern, die bei sehr schweren Sturmfluten in einem Zeitraum von weniger als einer Stunde einströmen.
Die wenigen Gebäude befinden sich heute auf der Ostseite der Insel und sind auf Wurten, auch Warften genannt, gebaut. Die einzige Verbindung vom Festland zur Insel ist eine Bootsanlegestelle, die mit einem Ruderboot von Rodenkirchen aus erreicht werden kann. Der Fahrzeugtransport auf die Insel wird durch eine nicht-öffentliche Motorfähre sichergestellt.

## Nutzung

Blick auf die Strohauser Plate vom Bootsanleger in Rodenkirchen

Die Strohauser Plate ist seit Dezember 2007 Teil des Naturschutzgebietes NSG WE 260 „Strohauser Vorländer und Plate“. Das Naturschutzgebiet Strohauser Plate ist ein Teil des FFH-Gebietes Untere Weser mit Strohauser Plate und Juliusplate.
Heute existiert auf der Insel ein verpachteter Bauernhof, der auf 197 ha eingedeichtem Grünland Mutterkuhhaltung auf der Basis des ökologischen Landbaus betreibt.
Eine wirtschaftliche Nutzung der Röhrichte, wie sie noch bis in die 1960er Jahre in der Wesermarsch üblich war, findet auf der Strohauser Plate nur in einem sehr geringen Umfang und mit strengen Auflagen statt.
Die übrigen vormals sieben Bauernhöfe wurden ab 1986 aufgegeben; die Gebäude dreier Höfe wurden inzwischen abgebrochen. Das Betreten der Insel ist – mit Ausnahme eines Biwakplatzes für Kanuten in Höhe des nördlichen Hofes an der Weser – verboten und nur im Rahmen von im Sommer regelmäßig angebotenen Führungen möglich.
Am Nordende der Insel befindet sich für die Schifffahrt seit 1965 die Richtfeuerlinie Reiherplate.

## Geschichte
Die Insel entstand im 16. und 17. Jahrhundert durch Sandbänke. Hierzu gehörten die so genannte Reiherplate im Norden, die Strohauser Plate sowie die Schlickplate im Süden. Im Rahmen der Weserkorrektion durch Ludwig Franzius und weitere Ausbauten der Unterweser wurden diese Inseln durch großflächige Aufspülungen am linken Ufer des heutigen Hauptfahrwassers der Weser miteinander verbunden.
Die erste Besiedlung erfolgte 1836. Die Strohauser Plate wurde landwirtschaftlich genutzt, neben Viehwirtschaft speziell zur Reetgewinnung, das insbesondere in der traditionellen Bauwirtschaft der Wesermarsch als Material zur Dachdeckung, aber auch zur Wärmedämmung verwandt wurde.
Ab 1934 wurden im Osten der Insel am Hauptfahrwasser der Weser insgesamt sechs weitere Hofstellen auf dem sogenannten Uferwall, der im Rahmen des Unterweserausbaus aus Baggergut aufgespült worden war, errichtet. Im Rahmen der Autarkiepolitik wurden im Dritten Reich zusätzlich Flächen entlang der Schweiburg mit Sommerdeichen versehen, so dass ein weiterer Polder, die sogenannte „äußere Bedeichung“ hinzu kam; Teile der neu eingedeichten Fläche mussten jedoch nach den schweren Sturmfluten im Februar und Oktober 1949 wieder aufgegeben werden. Es handelt sich um den bisher letzten großen Verlust von Kulturland an der niedersächsischen Küste.
Seit Ende der 1950er Jahre wurde die Nutzung der nichtbedeichten Flächen nördlich des sogenannten Fährpriels, sie waren bis dahin an Rodenkirchener Landwirte als Mähwiesen verpachtet, als Grünland sukzessive aufgegeben. An ihrer Stelle breiteten sich nach Aufgabe der Bewirtschaftung Röhrichte aus.
Die schwierigen Lebensverhältnisse, bedingt durch das Fehlen einer festen Straßenverbindung, aber auch die abnehmende Bedeutung der Landwirtschaft führten ab Beginn der 1980er Jahre zu einer fortschreitenden Aufgabe der bis dahin auf der Insel noch bestehenden Höfe und zur Abwanderung der auf der Insel ansässigen Bevölkerung, wozu auch der fehlende Sturmflutschutz, aber auch das Fehlen von möglichen Nebenerwerbsquellen, ganz besonders nach der behördlich verordneten Aufgabe der bis dahin geduldeten Nutzung der weserseitigen Flächen als Naherholungsgebiet, in einem erheblichen Maße beitrug. Als Ersatz diente ab den 1990er Jahren der Kleinensieler Sand bei Rodenkirchen.
Die Wurten an der Ostseite sind aus heutiger Sicht mit einer Höhe von NHN + 4,50 m als nicht mehr sturmflutsicher anzusehen. Nach der sehr schweren Sturmflut vom 3. Januar 1976, bei der der bisherige Höchstwasserstand von 1962 wieder erreicht wurde, wurden die Gebäude an der Ostseite im Jahre 1978 mit Fluttoren und Dammbalkenverschlüssen versehen, nachdem Stall- und Wohngebäude mehrfach von sehr schweren Sturmfluten verwüstet worden waren. Im Süden und im Norden wurden zusätzlich Fluchtwurten errichtet, auf die sich die Bewohner der Insel bei Sturmfluten mit einem Wasserstand von mehr als NHN + 5,65 m in Sicherheit bringen können.
Die Erfahrungen aus der Sturmflut vom 16./17. Februar 1962 machten im Bereich der alten Domäne Strohauser Plate eine Neuerrichtung der veralteten Gebäude erforderlich. Im Rahmen der Baumaßnahmen erfolgte auch eine Anpassung der Hofwurt an die sich verändernden Gegebenheiten. Die 1972 errichteten Gebäude fielen allerdings im Jahre 2005 einem Großbrand zum Opfer. Von einem Wiederaufbau an alter Stelle wurde Abstand genommen und im Bereich der an der Weser gelegenen Höfe eine neue, moderne Stallanlage errichtet.

## Schutzgebiet
Seit 1984 ist die Insel Landschaftsschutzgebiet und Europäisches Vogelschutzgebiet. Ende 2007 wurde die Insel Teil des Naturschutzgebiets „Strohauser Vorländer und Plate“, dessen Gebiet die außendeichs liegenden Vorländer zwischen der Zufahrt zum Fähranleger Brake/Golzwarden und dem Abbehauser Sieltief, den Weser-Nebenarm Schweiburg sowie die gesamte Strohauser Plate bis zur MTHW-Linie an ihrem Ostufer umfasst.
Von besonderer Bedeutung sind Brutvorkommen des Schilfrohrsängers, der Wasserralle und der Rohrweihe. In den Grünlandbereichen sind Brutvorkommen des Kiebitz, der Uferschnepfe der Löffelente und des Rotschenkels bedeutsam. Während der Wintermonate ist die Insel ein bedeutendes Rastgebiet von Graugänsen, Pfeifenten sowie des Seeadlers.
Seit 1990 wurde die Insel vom Mellumrat betreut, der hier eine zunächst nur während der Sommermonate, seit 2005 ganzjährig von Fachkräften besetzte Forschungsstation betrieb. Im Jahre 2001 wurde eine Webcam installiert, die Beobachtungen über das Internet ermöglichte und die Bilder alle 10 Minuten automatisch aktualisierte. Ende 2014 lief der Vertrag mit dem Mellumrat aus.

## Demographie
| Jahr | Einwohner |
| ---- | --------- |
| 1855 | 5         |
| 1925 | 5         |
| 1939 | 39        |
| 1946 | 57        |
| 1950 | 51        |
| 1961 | 38        |
| 1970 | 27        |